# حرمة (الحيمة الداخلية)

تعديل مصدري - تعديل

حرمة هي إحدى قرى عزلة بني الحذيفي بمديرية الحيمة الداخلية التابعة لمحافظة صنعاء، بلغ تعداد سكانها 532 نسمة حسب تعداد اليمن لعام 2004.